# Erin Fitzgerald

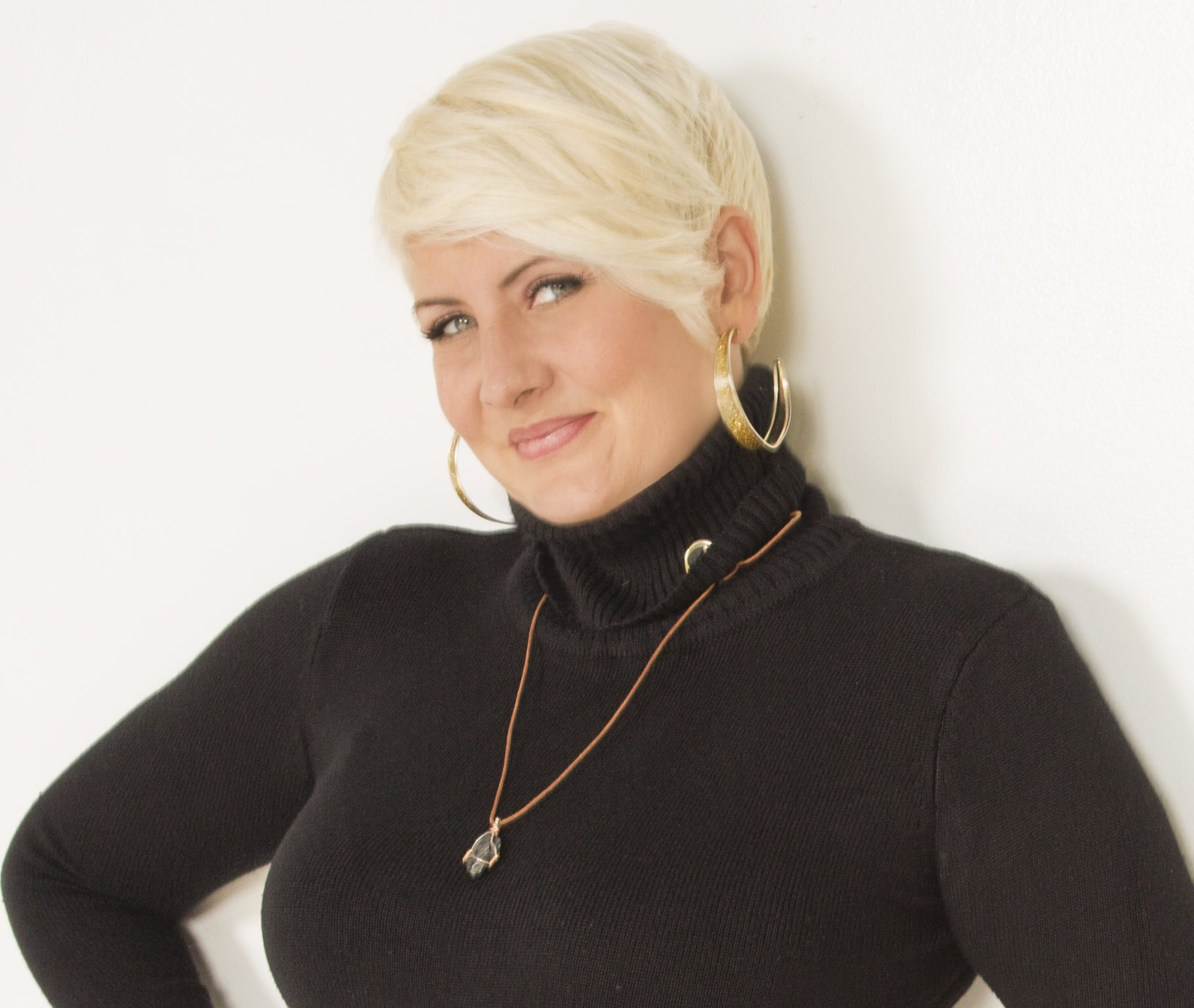
Erin Fitzgerald (2017)

Erin Dawn Fitzgerald (* 21. September 1972 in Victoria, British Columbia) ist eine kanadische Schauspielerin und Synchronsprecherin.

## Leben
Erin Fitzgerald wurde als Tochter eines kanadischen Marinekommandanten geboren, weshalb sie an verschiedenen Orten des Landes aufwuchs. Ihre Mutter hingegen war als Krankenschwester in einer psychiatrischen Einrichtung tätig.
Bereits im Alter von drei Jahren begann sich Erin mit dem Schauspiel und der Darstellung verschiedener Rollen auseinanderzusetzen. Sie spielte für eine ältere Nachbarin, die sich dem Mädchen aufmerksam und geduldig zuwandt, ganze Filme aus dem Fernsehen nach. Diese Erfahrung war später ein Grund dafür, dass sich Erin Fitzgerald der darstellenden Kunst widmete.
Die Schauspielerin absolvierte ihr Studium an der University of Victoria und begann eine Leidenschaft für Theatergeschichte, Sketch-Comedy und Bewegung zu entwickeln. Nach ihrem Abschluss zog sie nach Vancouver, wurde Mitglied einer kleinen Theatergruppe und erhielt erste Engagements für Film- und Fernsehproduktionen. Doch nach einigen Jahren wurde ihr bewusst, dass die Arbeit als Darstellerin sie nicht so erfüllen konnte, wie es das Theater tat. In dieser Zeit wurde Fitzgerald zu den Aufnahmen einer Loup Group für die Serie Outer Limits eingeladen. Diese Gruppe von Sprechern eröffnete ihr eine andere Form der Improvisation – die Hintergrundvertonung. In diesem Bereich der Filmbranche war sie anschließend 6 Jahre lang tätig. Dadurch entwickelte sich auch ihr  Interesse an Zeichentrickproduktionen. Die erste große Rolle der Sprecherin war May Kanker in der Serie Ed, Edd und Eddy.

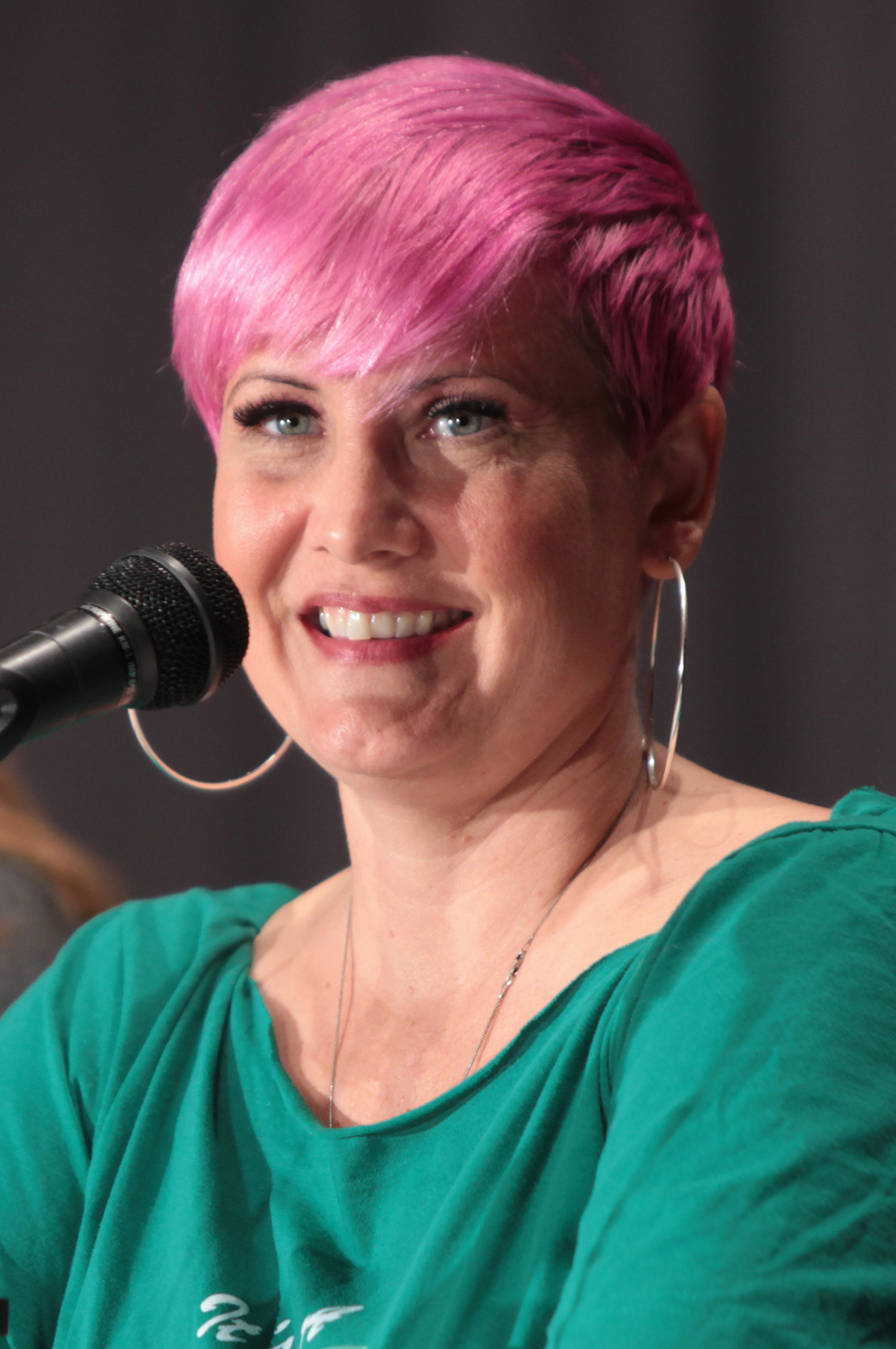
Erin Fitzgerald auf der Taiyou Con in Mesa, Arizona (2016)

Es folgten weitere Engagements in Produktionen wie Simsalabim Sabrina oder Der Regenbogenfisch. Im Jahr 2000, auf dem Höhepunkt ihrer Karriere in Vancouver, fasste sie den Entschluss, nach Los Angeles in die Vereinigten Staaten zu übersiedeln. Der Ortswechsel hatte zunächst persönliche Gründe, brachte jedoch auch neue berufliche Perspektiven mit sich.
Heute ist die Schauspielerin auf den Bühnen von Los Angeles zu sehen und engagiert sich in verschiedenen Bereichen der Synchronbranche, wie der Vertonung von Serien oder Videospielproduktionen. Sie war Teil der mehrfach Emmy-gekührten Netflix-Serie Storybots und sprach des Weiteren für Projekte wie Monster High, Miraculous - Geschichten von Ladybug und Cat Noir oder Hyperdimension Neptunia.
Die Schauspielerin verfolgt ihre Leidenschaft für das Theater mit einer eigenen One-Woman-Show (The Woman of Oz). Sie gibt Online-Kurse für Schauspieler mit Fokus auf Themen wie Atem- und Stimmübungstechniken, Sprachlektionen oder Charakterentwicklung. Dabei hat sie sich auf die Arbeit mit neurodiversen Personen spezialisiert.
Am nationalen Coming Out Day 2020 bekannte sich Fitzgerald öffentlich zu ihrer Pansexualität.

## Filmografie
- 1996: Outgun – Der Kopfgeldjäger (Bounty Hunters)
- 2000: Middlemen
- 2001: Josie and the Pussycats

## Synchronrollen (Auswahl)

### Filme
- 2009: Ed, Edd n Eddy Big Picture Show (Fernsehfilm) … als May Kanker und Nazz
- 2010: Winx Club – Das magische Abenteuer (Winx Club 3D: Magica avventura) … als Darcy und Griselda
- 2010: Monster High – Aller Anfang ist schwer (Monster High: New Ghoul at School) … als Abbey Bominable und Spectra Vondergeist
- 2011: Monster High – Monster- oder Musterschule? (Monster High: Fright On) … als Abbey Bominable und Spectra Vondergeist
- 2011: Die Dschungelhelden – Operation: Südpol (Les As de la Jungle – Operation banquise, Fernsehfilm) … als Batricia
- 2011: Monster High – Monsterkrass verliebt (Monster High: Why Do Ghouls Fall in Love?) … als Abbey Bominable, Spectra Vondergeist und C. A. Cupid
- 2012: Monster High – Flucht von der Schädelküste (Monster High: Escape from Skull Shores) … als Abbey Bominable, Spectra Vondergeist und C. A. Cupid
- 2012: Monster High – Wettrennen um das Schulwappen (Monster High: Friday Night Frights) … als Abbey Bominable, Spectra Vondergeist und C. A. Cupid
- 2012: Monster High – Mega Monsterparty (Monster High: Ghouls Rule) … als Abbey Bominable, Clair und C. A. Cupid
- 2012: The Tower – Tödliches Inferno (Ta-weo) … als Yoon-hee
- 2012: Die Schneekönigin – Eiskalt verzaubert (Snezhnaya koroleva) … als Luta
- 2013: Monster High – Scaris: Monsterstadt der Mode (Monster High: Scaris, City of Frights) … als Abbey Bominable, Rochelle Goyle und C. A. Cupid
- 2013: Monster High – 13 Wünsche (Monster High: 13 Wishes) … als Abbey Bominable, Rochelle Goyle und zusätzliche Stimmen
- 2013: Ever After High – Schicksalstag (Ever After High – Legacy Day: A Tale of Two Tales, Fernsehfilm) … als Raven Queen und C. A. Cupid
- 2014: Ever After High – Der Herzenstag (Ever After High: True Hearts Day, Fernsehfilm) … als C. A. Cupid
- 2014: Monster High – Licht aus, Grusel an (Monster High: Frights, Camera, Action!) … als Abbey Bominable, Rochelle Goyle und Spectra Vondergeist
- 2014: Monster High – Fatale Fusion (Monster High: Freaky Fusion) … als Abbey Bominable, Rochelle Goyle und Spectra Vondergeist
- 2014: Die Dschungelhelden 2 – Operation: Piratenschatz (Les As de la Jungle 2 – Le trésor du Vieux Jim, Fernsehfilm) … als Batricia
- 2014: Ever After High – Das Thronfest (Ever After High: Thronecoming, Fernsehfilm) … als Raven Queen und C. A. Cupid
- 2015: Ever After High – Das Frühlingsfest (Ever After High: Spring Unsprung, Fernsehfilm) … als Raven Queen und C. A. Cupid
- 2015: Monster High – Verspukt: Das Geheimnis der Geisterketten (Monster High: Haunted) … als Rochelle Goyle und Spectra Vondergeist
- 2015: Ever After High – Auf ins Wunderland (Ever After High: Way Too Wonderland, Fernsehfilm) … als Raven Queen
- 2015: Monster High – Buh York, Buh York … als Astranova, Rochelle Goyle und Raven Queen
- 2016: Ever After High – Die Drachenspiele (Ever After High: Dragon Games, Fernsehfilm) … als Raven Queen
- 2016: Lego Friends: Girlz 4 Life … als Livi
- 2016: Monster High – Das große Schreckensriff (Monster High: Great Scarrier Reef) … als Abbey Bominable und Spectra Vondergeist
- 2016: Ever After High – Ewiger Winter (Ever After High: Epic Winter, Fernsehfilm) … als Raven Queen
- 2017: Die Dschungelhelden – Das große Kinoabenteuer (Les As de la Jungle, Fernsehfilm) … als Batricia
- 2018: Alles nur eine Frage des Geschmacks (Les goûts et les couleurs) … als Simone
- 2022: Marmaduke … als Barbara
- 2022: Süßes oder Saures Scooby-Doo! (Trick or Treat Scooby-Doo!) … als diverse Rollen

### Serien
- 1992–1994: Sailor Moon – Das Mädchen mit den Zauberkräften (Bishôjo senshi Sêrâ Mûn, Fernsehserie, 20 Episoden) … als diverse Rollen
- 1996: Saber Marionette J (Fernsehserie, 13 Episoden) … als Cherry und Luchs
- 1998–1999: Flint Hammerhead (Jikû tantei Genshi-kun, Fernsehserie, Episoden unbekannt) … als Soara und Linda
- 1999–2000: Simsalabim Sabrina (Sabrina: The Animated Series, Fernsehserie, 65 Episoden) … als Malissa, Ramona und Bolt
- 1999–2001: Sherlock Holmes in the 22nd Century (Fernsehserie, 26 Episoden) … als diverse Rollen
- 1999–2008: Ed, Edd und Eddy (Ed, Edd n Eddy, Fernsehserie, 76 Episoden) … als May Kanker und Nazz
- 2000–2002: Mimis Plan (What About Mimi?, Fernsehserie, 38 Episoden) … als unbekannt
- 2005–2007: A.T.O.M.: Alpha Teens on Machines (Fernsehserie, 13 Episoden) … als Dr. Rachelle Logan und zusätzliche Stimmen
- 2007–2011: Bleach (Fernsehserie, 22 Episoden) … als diverse Rollen
- 2008–2009: Skip Beat! (Sukippu bîto!, Fernsehserie, 25 Episoden) … als Hiroko Lizuka
- 2008–2015: Naruto Shippuden (Naruto: Shippûden, Fernsehserie, 29 Episoden) … als Yome, Sana und Tokiwa
- 2009: Batgirl: Year One (Miniserie, Episoden unbekannt) … als Dinah Lance, Black Canary und Vicki Vale
- 2010–2011: Gisele & the Green Team (Fernsehserie, 10 Episoden) … als Gisele
- 2011–2012: Persona 4: The Animation (Fernsehserie, 15 Episoden) … als Chie Satonaka
- 2011–2015: Polly Pocket (Fernsehserie, 10 Episoden) … als Shani, Lea und zusätzliche Stimmen
- 2012: Zetman (Fernsehserie, 10 Episoden) … als Hanako Tanaka und zusätzliche Stimmen
- 2012: Violetta (Fernsehserie, 31 Episoden) … als Jade LaFontaine
- 2012–2015: Wild Grinders (Fernsehserie, 55 Episoden) … als Stubford Hucksterball, Denise und Patty
- 2013: Cho Jigen Game Neptune the Animation (Fernsehserie, 13 Episoden) … als Noire und Black Heart
- 2013: BlazBlue: Alter Memory (Fernsehserie, 12 Episoden) … als diverse Rollen
- 2013–2015: Digimon Fusion (Fernsehserie, 54 Episoden) … als Lady Devimon
- 2013–2015: Ever After High (Fernsehserie, Episoden unbekannt) … als Raven Queen, C. A. Cupid und zusätzliche Stimmen
- 2014: Terra Formars (Fernsehserie, 14 Episoden) … als Yaeko Yanasegawa
- 2015: Popples (Fernsehserie, 52 Episoden) … als Sunny
- 2015–2019: Miraculous – Geschichten von Ladybug und Cat Noir (Miraculous: Tales of Ladybug & Cat Noir, Fernsehserie, Episoden unbekannt) … als Marlena Césaire, Rose Lavillant, Juleka Couffaine und zusätzliche Stimmen
- 2016: Danganronpa 3: The End of Hope's Peak Academy – Despair Arc (Danganronpa 3: The End of Kibougamine Gakuen, Fernsehserie, 24 Episoden) … als Seiko Kimura
- 2016: StoryBots Super Songs (Fernsehserie, 5 Episoden) … als Bo
- 2016–2016: Fragestunde mit den StoryBots (Fernsehserie, 21 Episoden) … als Bo und zusätzliche Stimmen
- 2017–2022: Boruto: Naruto Next Generations (Fernsehserie, 17 Episoden) … als Minamo Funato und Hebiichigo
- 2019: Mobile Suit Gundam: The Origin - Advent of the Red Comet (Kidô Senshi Gundam Ji Orijin Zenya Akai Suisei, Fernsehserie, 7 Episoden) … als Zenna Mia
- 2022–2023: Super Silly Stories with Bo (Fernsehserie, 30 Episoden) … als Bo
- 2022–2023: Storybots: Answer Time (Fernsehserie, 22 Episoden) … als Bo

### Videospiele
- 1997: Devil Summoner: Soul Hackers … als Naomi und zusätzliche Stimmen
- 2000: Kessen … als Sasuke
- 2003: Grand Chase … als Elesis
- 2003: I-Ninja … als Aria und Zarola
- 2003: Spawn: Armageddon … als Sasha, Angel Predator und Angel Hunter
- 2004: Vampire: The Masquerade – Bloodlines … als Nadia und Mira
- 2004: World of Warcraft … als diverse Rollen
- 2005: Destroy All Humans! … als Martha Turnipseed
- 2005: Ed, Edd n Eddy: The Mis-Edventures … als May Kanker und Nazz
- 2005: Tales of the Abyss … als Florian und zusätzliche Stimmen
- 2005: Tekken 5: Dark Ressurection … als Uni
- 2006: Xenosaga Episode III: Also Sprach Zarathustra … als Abel, Citrine und Mai Magus
- 2007: Der Herr der Ringe Online (The Lord of the Rings Online) … als Eowyn
- 2007: Ace Combat 6: Kaihô heno senka … als Matilda Herman und zusätzliche Stimmen
- 2007: Elsword Online … als Elesis
- 2008: Cross Edge … als Morrigan
- 2009: Dragonball Evolution … als Chi-Chi
- 2009: League of Legends … als Janna und Sona
- 2010: Hyperdimension Neptunia … als Noire und Black Heart
- 2010: Final Fantasy XIV … als Nanamo UI Namo
- 2011: Dead Space: Aftermath … als Alexis
- 2011: Dynasty Warriors 7 … als Cai Wenji
- 2011: Unchained Blades … als Mari
- 2011: Tales of Xillia … als Teepo
- 2012: Kingdoms of Amalur: Reckoning … als diverse Rollen
- 2012: Silent Hill: Book of Memories … als diverse Rollen
- 2012: Fire Emblem: Awakening … als Emmeryn
- 2012: Dragon's Dogma … als Althea und Nettie
- 2012: Persona 4 Golden … als Chie Satonaka
- 2012: Rune Factory 4 … als Forte
- 2012: Counter-Strike: Global Offensive … als Carmen Cocinero
- 2012: Hyperdimension Neptunia Victory … als Noire und Black Heart
- 2012: Tales of Xillia 2 … als Teepo und Rollo
- 2012: BlazBlue: Chrono Phantasma … als Bullet
- 2013: Mugen Souls Z … als Alys Levantine
- 2013: Dynasty Warriors 8 … als Cai Wenji
- 2014: Hearthstone: Heroes of Warcraft … als Yrel und Dorothee
- 2014: Smite … als unbekannt
- 2014: Conception 2: Children of the Seven Stars … als Feene
- 2014: Hyperdevotion Noire: Goddess Black Heart … als Noire und Black Heart
- 2014: Persona 4: Arena Ultimax … als Chie Satonaka
- 2014: Hyperdimension Neptunia U: Action Unleashed … als Noire und Black Heart
- 2014: Sonic Boom: Rise of Lyric … als Perci
- 2014: The Talos Principle … als Alexandra Drennan
- 2015: Dead or Alive 5: Last Round … als Rachel
- 2015: God Eater 2: Rage Burst … als Yuno Ashihara
- 2015: Megadimension Neptunia VII … als Noire und Black Heart
- 2015: Heroes of the Storm … als Yrel
- 2015: Persona 4: Dancing All Night … als Chie Satonaka
- 2015: The Battle for Sol … als Meranda
- 2015: Lost Dimension … als Nagi Shishiouka
- 2016: World of Warcraft: Legion … als Caria Felsoul
- 2016: Persona 5 … als Wakaba Isshiki
- 2017: NieR: Automata … als Beauvoir
- 2017: The Legend of Heroes: Trails of Cold Steel III … als Ines
- 2018: The Legend of Heroes: Trails of Cold Steel IV … als Ines
- 2018: Artifact … als Debbi
- 2019: Catherine: Full Body … als Trisha und Erica Anderson
- 2019: Persona 5 Royal … als Wakaba Isshiki
- 2020: The Legend of Heroes: Hajimari no Kiseki … als Ines und zusätzliche Stimmen
- 2021: Fallout 76: Steel Reign … als Hellcat Mercenary, Molly Cooper und Nina Valaya
- 2022: Diablo Immortal … als Charsi
- 2022: World of Warcraft: Dragonflight … als Aponi Brightmane
- 2023: The Talos Principle 2 … als Athena
- 2024: The Elder Scrolls Online: Gold Road … als Greenspeaker Sorilen und Baroness Eliana Cossa
- 2024: World of Warcraft: The War Within … als Aponi Brightmane
- 2025: Dune: Awakening … als diverse Rollen